# Ensenada de la Broa
La ensenada de la Broa es una gran bahía del mar Caribe localizada en la costa sur de la isla de Cuba. En la zona sureste está conformada por la península de Zapata. Se encuentra ubicada en las provincias de Matanzas y Mayabeque. La bahía forma parte del golfo de Batabanó. 
Sobre su costa este las tierras son pantanosas. En la ensenada desemboca el río Mayabeque. La ensenada es uno de los sitios naturales más adecuados para resguardar embarcaciones en esta región de Cuba.